# ناویگیوم ایزیدیس

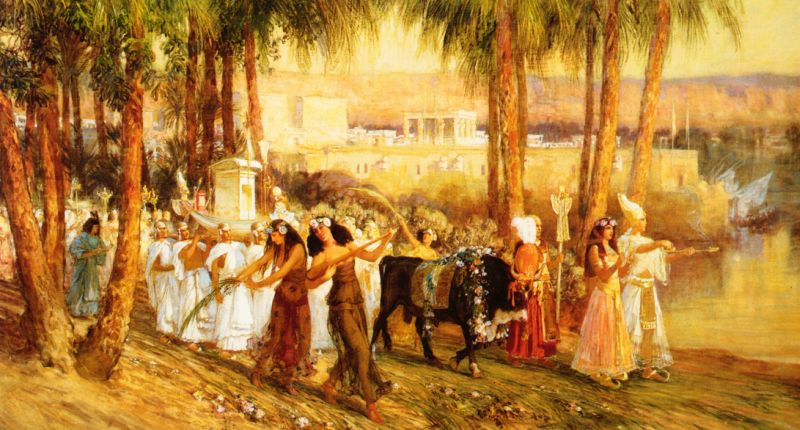
راهپیمایی بزرگداشت ایزیس در جشنواره مذهبی ناویگیوم ایزیدیس. نقاشی از فردریک آرتور بریجمن، ۱۹۰۲ میلادی.

ناویگیوم ایزیدیس یا ایزیدیس ناویگیوم (به لاتین: Isidis Navigium) جشنی دینی در روم باستان بود که در پنجم ماه مارس هر سال برای پاسداشت الهه ایزیس برگزار می‌شد. این جشن در دوره مسیحیت نیز باقی ماند و تا پس از دوره‌های شکنجه و آزار پیروان ادیان روم باستان در دوره‌های تئودئوس یکم (۳۴۷ تا ۳۹۵ میلادی) و جانشینش، آرکادیوس (۳۷۷ تا ۴۰۸ میلادی) نیز باقی مانده بود.
در ایتالیا و در دوران امپراتوری روم، حداقل تا سال ۴۱۶ میلادی برگزار می‌شده است و در مصر، در سده ششم میلادی بدست مسیحیان حاکم سرکوب می‌شد.
کارناوالهای امروزین همانند جشن ناویگیوم ایزیدیس هستند و برخی از پژوهشگران بر این عقیده هستند که منشأ یکسانی دارند؛ واژه لاتین کاروس ناوالیس (carrus navalis) به معنی واگن آبی (naval wagon) یا واگن شناور که بعدها به car-nival تبدیل شد. بسیاری از عناصر این جشنواره در مراسم کورپوس کریستی دین مسیحیت پذیرفته شده‌ است. تاثیر بالای این جشنواره بیشتر در کشورهای پرتغال و اسپانیا دیده می‌شود.